# Stazione di Aulla
La stazione di Aulla era la stazione ferroviaria situata nel centro cittadino di Aulla, posta sulle linee Lucca-Aulla e Pontremolese. A seguito dell'attivazione della variante a doppio binario della ferrovia Pontremolese e del successivo spostamento della linea da Lucca, a metà anni 2000, l'impianto venne gradualmente sostituito dalla nuova stazione di Aulla Lunigiana, posta al di fuori del centro abitato.

## Storia

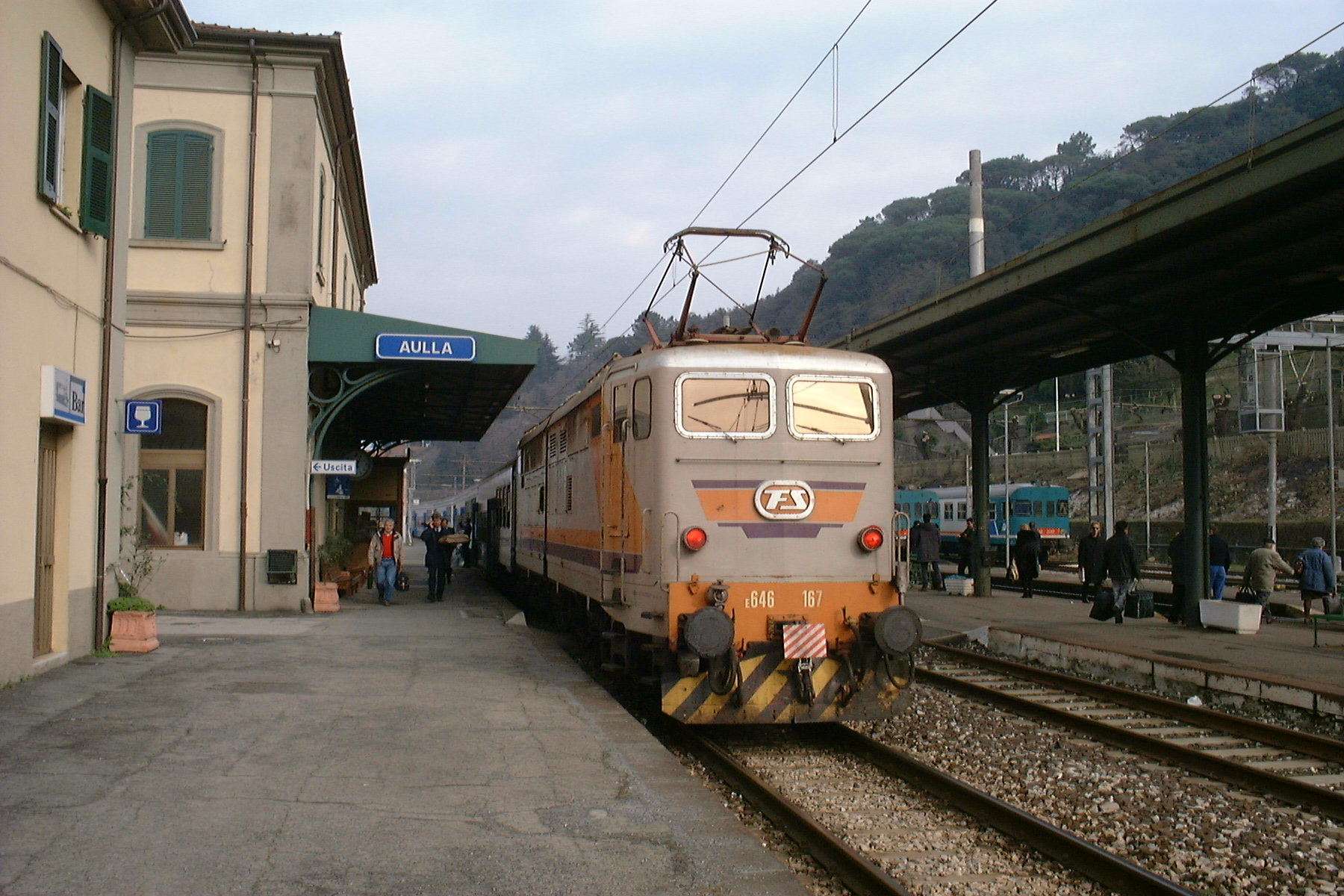
Locomotiva elettrica E.646.167 in sosta nella stazione nel 2001

La stazione venne attivata il 15 novembre 1888 in seguito all'apertura della tratta Vezzano Ligure-Pontremoli della ferrovia Pontremolese. Il 4 dicembre 1911 divenne stazione di diramazione, con l'apertura della tratta Aulla-Gragnola della ferrovia Lucca-Aulla.
Tra il 1957 e il 1958 venne dotata di un nuovo apparato centrale elettrico a leve singole costituito da 30 leve.
Nel settembre 2005, in concomitanza con l'attivazione della variante di tracciato in galleria tra Santo Stefano di Magra e PP Chiesaccia, il traffico ferroviario della linea ferroviaria Pontremolese fu deviato verso la neocostruita stazione di Aulla Lunigiana, comportando il declassamento dell'impianto da stazione di diramazione a semplice stazione terminale.
Poco meno di tre anni dopo, nel febbraio 2008, l'impianto fu definitivamente chiuso ed anche il restante traffico appartenente alla ferrovia Aulla-Lucca venne deviato verso la nuova stazione.
Tale soppressione portò notevole disagio agli abitanti a causa della posizione decentrata della nuova stazione, che risulta così meno agevole da raggiungere rispetto alla precedente.
Successivamente alla dismissione, nel 2012, in corrispondenza della ex radice ovest dell'impianto venne realizzato un nuovo complesso scolastico che comportò, oltre al disarmo della sede ferroviaria, anche lo smantellamento del vecchio magazzino merci l'anno successivo.

## Strutture e impianti

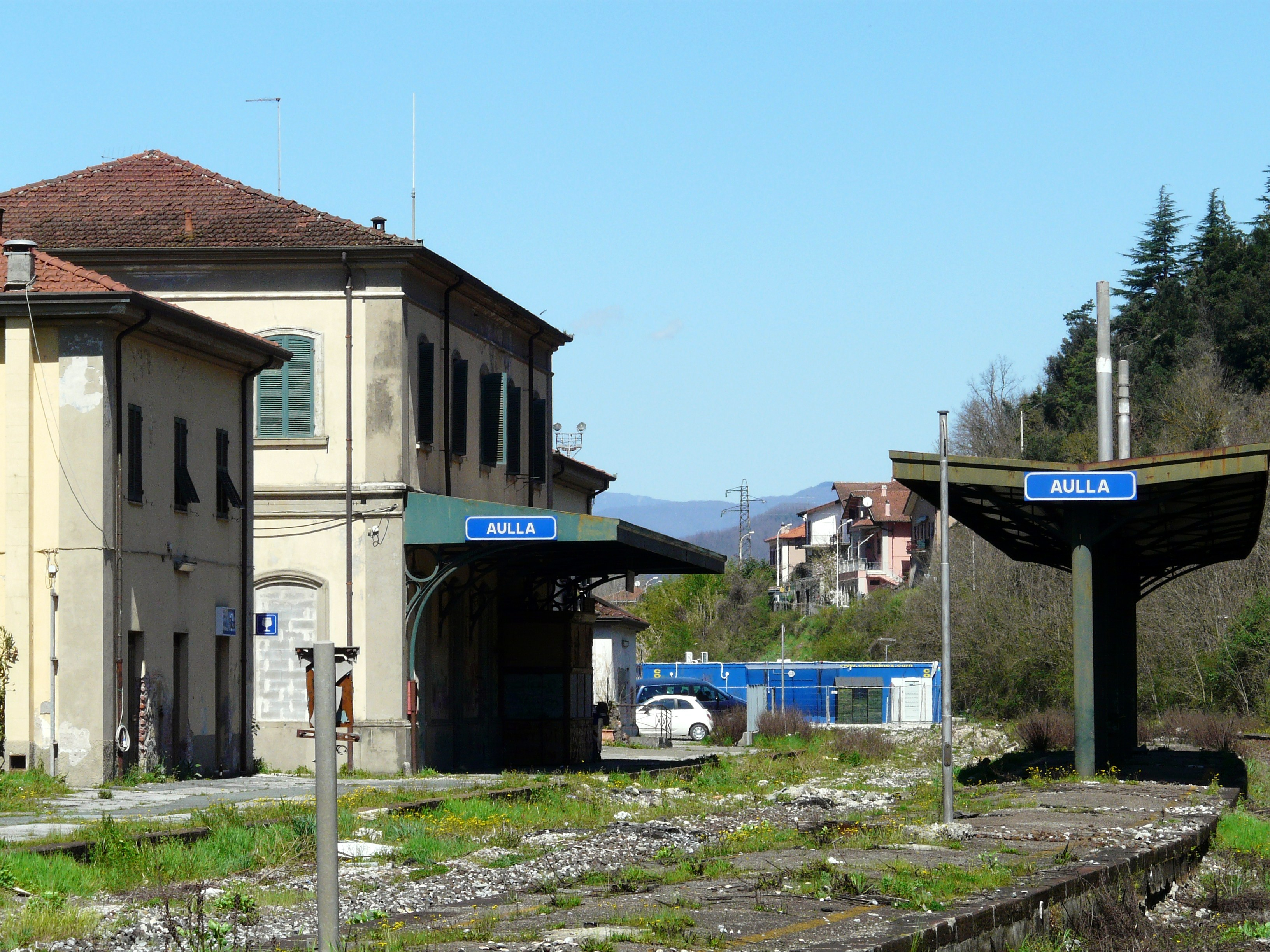
Veduta delle ormai irriconoscibili banchine prima della loro rimozione insieme alla pensilina, nel 2013

La stazione disponeva di 5 binari adibiti al servizio viaggiatori serviti da altrettante banchine, di cui le prime due coperte da due pensiline in ferro. Possedeva uno scalo merci dotato di magazzino, piano caricatore e di 3 binari tronchi. Esistevano degli impianti fissi accessori quali un ponte a bilico da 40 t, una sagoma fissa e una gru al servizio del piano caricatore. Erano inoltre presenti altri 2 binari sprovvisti di banchina di cui uno di accesso alla vecchia rimessa locomotive, posta lato Lucca.
L'asse del fabbricato viaggiatori era ubicato alla doppia progressiva chilometrica 99+693 (per la Pontremolese) e 89+273 (per la Garfagnana) ed era presenziato da Dirigente Movimento. L'impianto era dotato di apparato centrale elettrico a leve individuali che comandava tutti gli enti di piazzale, ad eccezione dell'apertura e chiusura dei PL situati presso la radice sud della stazione, di competenza di un posto sussidiario.
L'impianto era sede del posto di blocco n. 3, quando la Pontremolese era ancora gestita col blocco elettrico manuale, e l'apparato centrale era collegato con due istrumenti di blocco collegati rispettivamente con Terrarossa-Tresana e Santo Stefano di Magra.
In passato, l'area adiacente alla rimessa posta in direzione Lucca veniva utilizzata per accantonare grandi quantità di carbone e, per facilitarne il contenimento, una recinzione in legno venne installata tra i binari 5 e 6. Sul binario di raccordo trovava posto anche una piccola pensilina a disposizione delle locomotive a vapore.
Negli anni successivi la dismissione l'impianto è stato quasi totalmente demolito; la sede ferroviaria è stata interamente disarmata, così come anche le banchine, pensiline e ogni altra struttura ad eccezione della banchina del 1º binario, del fabbricato viaggiatori (riutilizzato per altre attività) e degli edifici adiacenti a quest'ultimo. Parte del sedime, in direzione Parma, è stato riutilizzato come parcheggio.

## Movimento
Negli ultimi anni di esercizio la stazione era servita dalle relazioni regionali Trenitalia svolte nell'ambito del contratto di servizio stipulato con la Regione Toscana denominato anche "Memorario".

## Servizi
La stazione disponeva dei seguenti servizi:
- Biglietteria a sportello
- Biglietteria automatica
- Sala d'attesa
- Servizi igienici
- Posto di Polizia ferroviaria
- Bar

## Interscambi
La stazione permetteva i seguenti interscambi:
- Stazione taxi
- Fermata autobus

## Galleria d'immagini

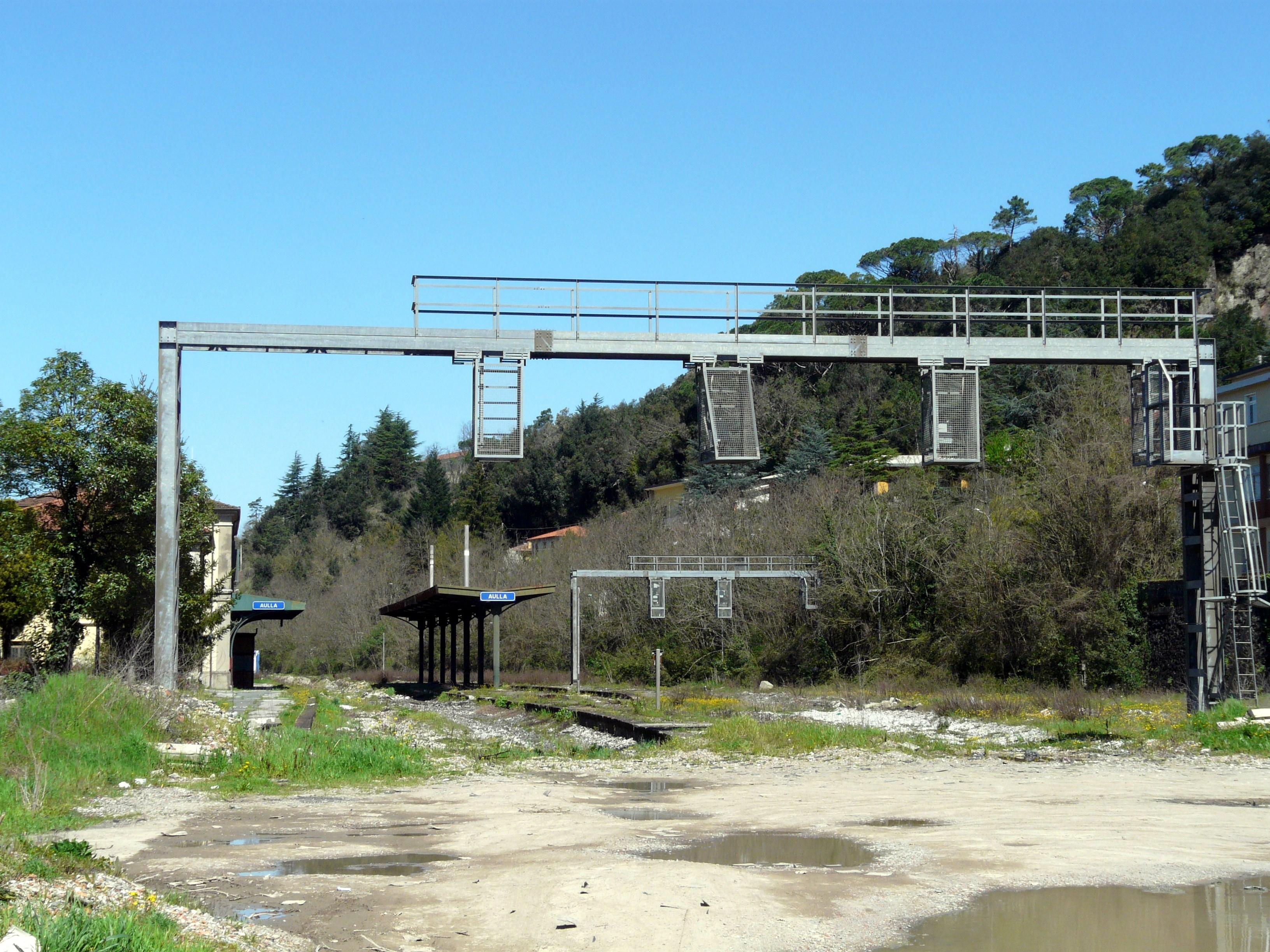
Vista della stazione dal lato La Spezia
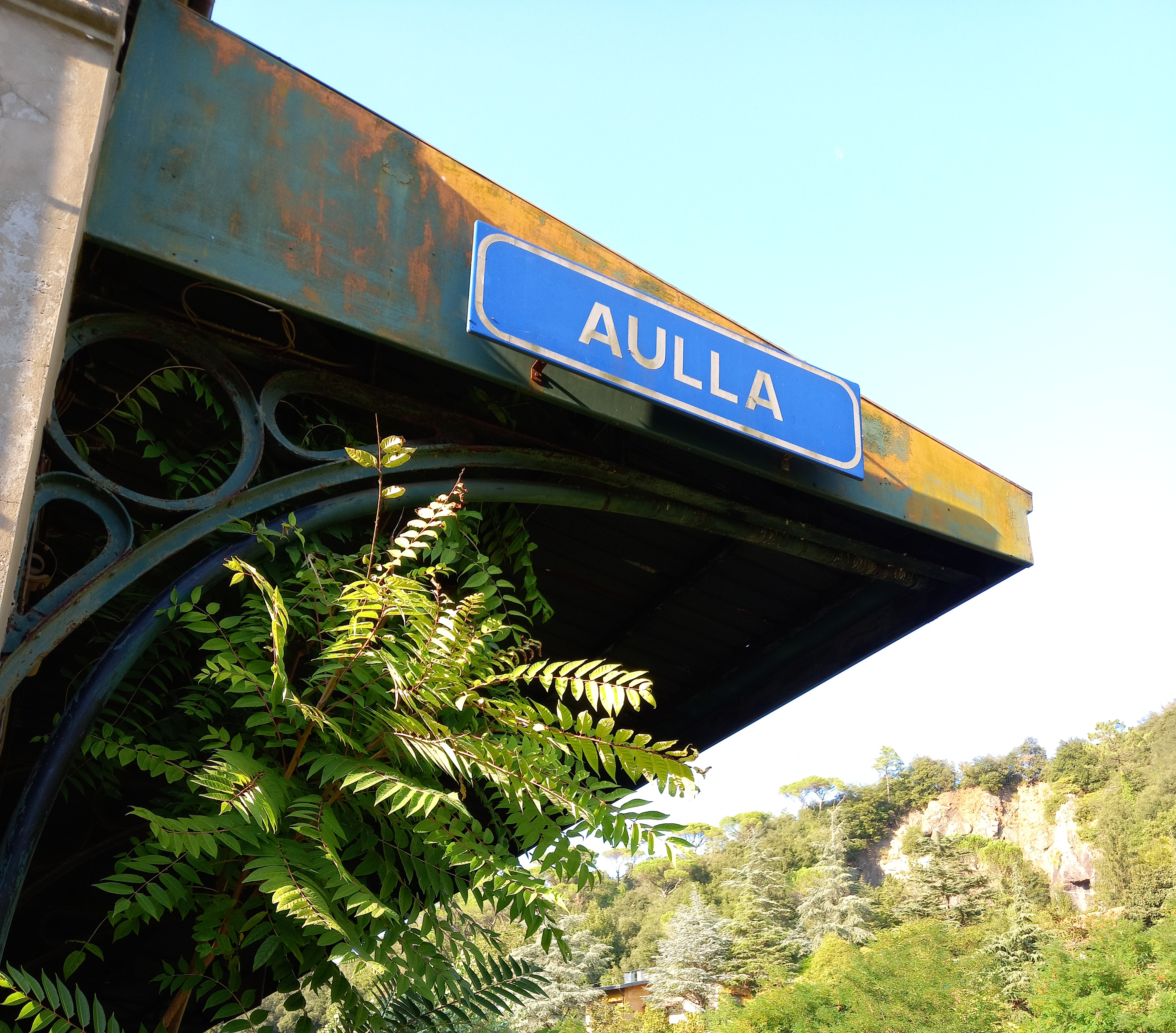
Particolare del cartello indicatore di località della stazione
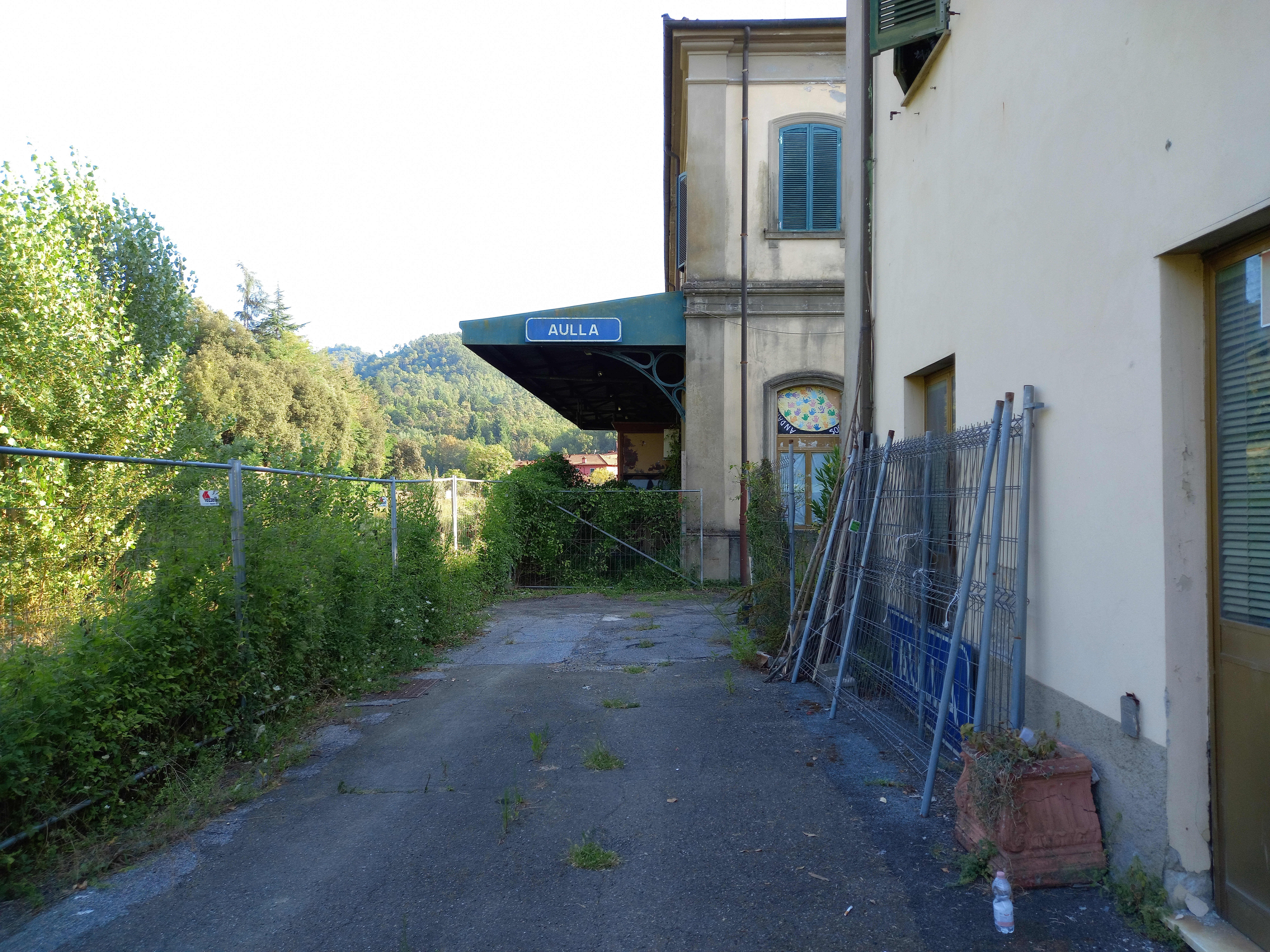
Vista della banchina del 1º binario, in direzione La Spezia, nel 2021
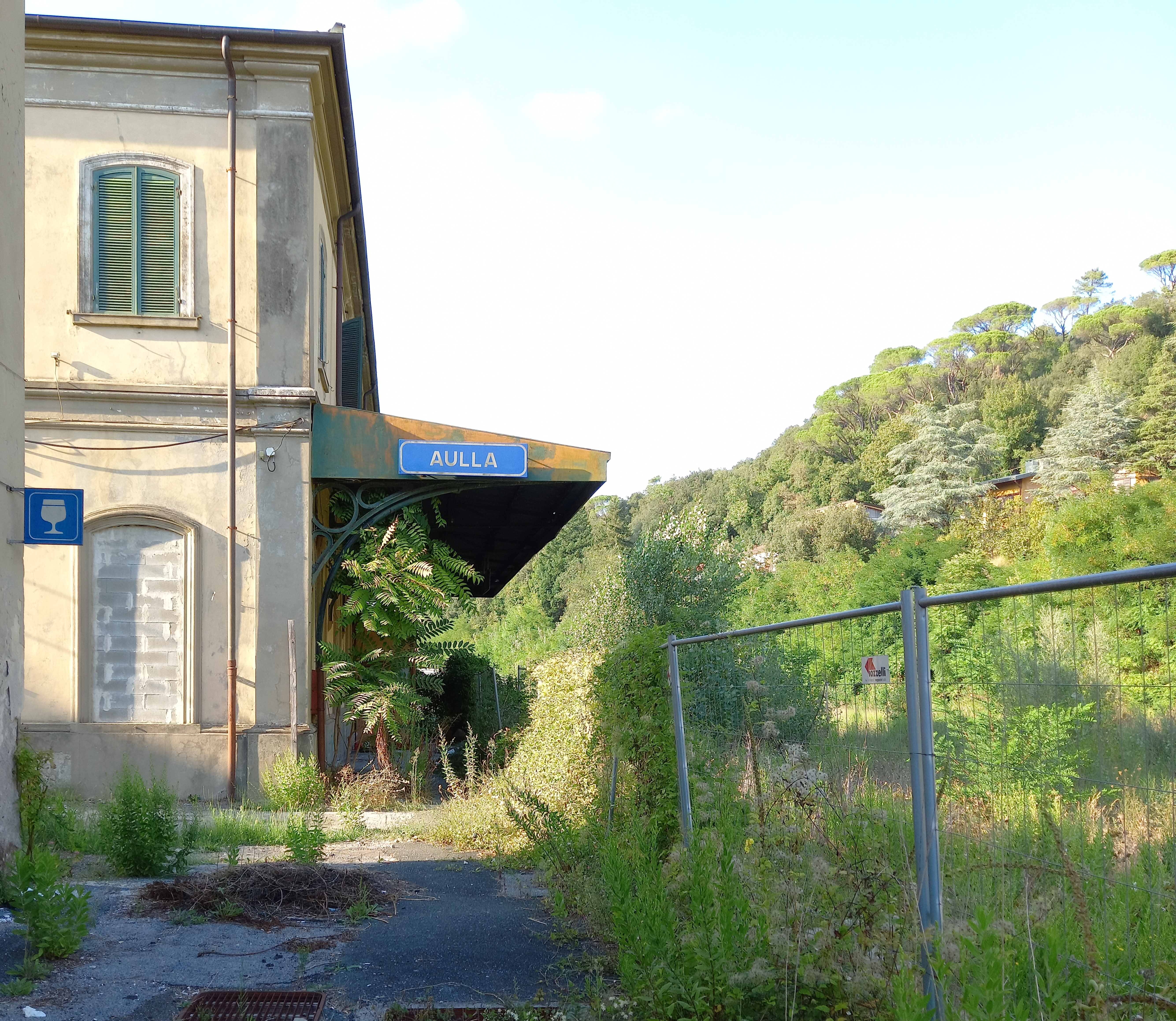
Vista della banchina del 1º binario, in direzione Parma
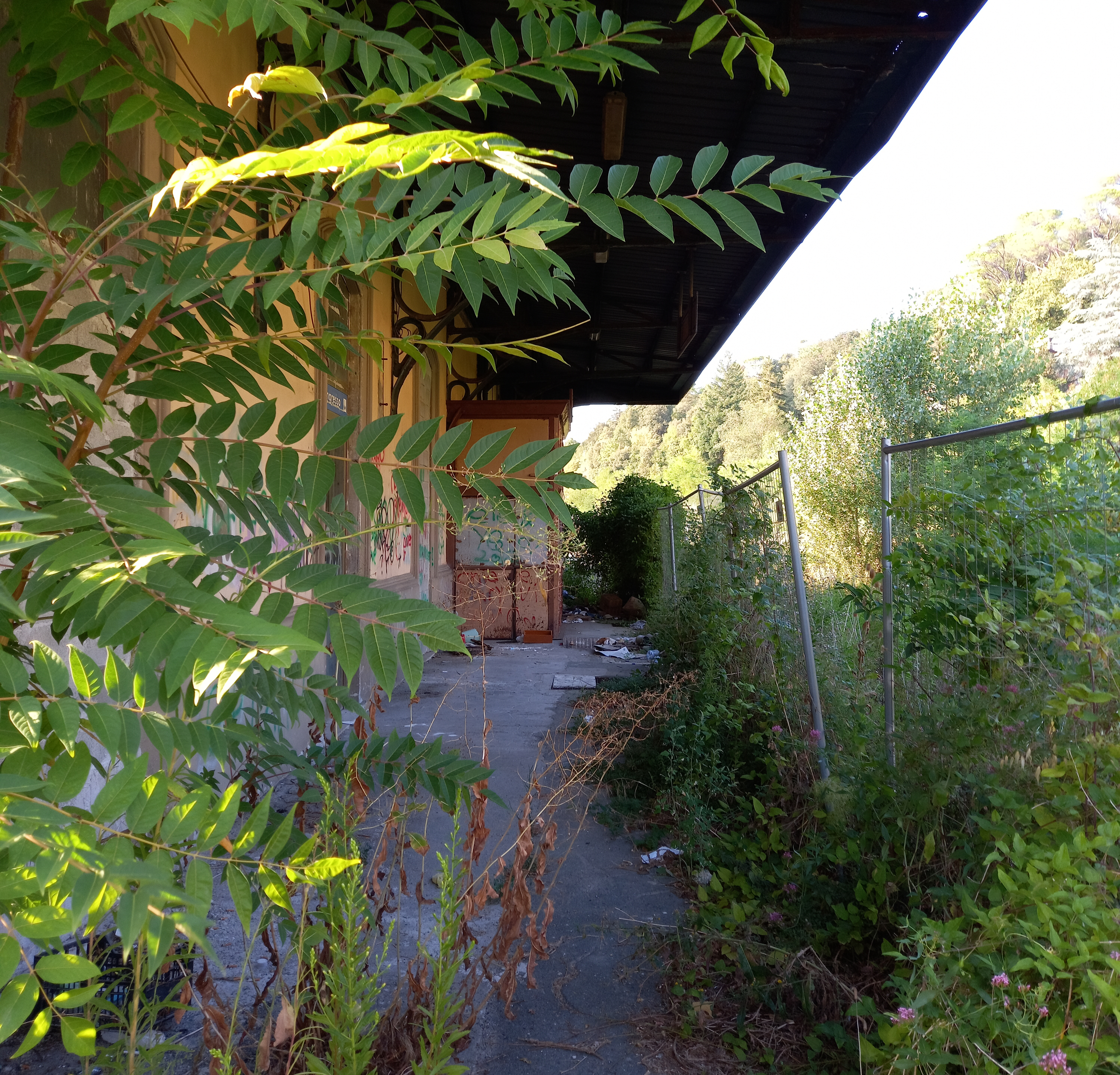
Particolare del marciapiede del binario 1, ormai invaso dalla vegetazione spontanea. È ancora presente il casottino che ospitava l'ufficio del dirigente movimento